# The Ultimate Resource
The Ultimate Resource (it.: L'ultima risorsa) è un libro del 1981 scritto dall'economista Julian Lincoln Simon per contestare la nozione che l'umanità sta esaurendo le risorse naturali. Esso fu riveduto nel 1996, quando ne fu pubblicata una nuova edizione con il titolo The Ultimate Resource 2.

## Visione d'insieme
La tesi generale secondo la quale non vi è crisi di risorse è che quando una risorsa incomincia a scarseggiare, il suo prezzo sale, questo incremento di prezzo determina un incentivo a scoprire più risorse, razionarle e riciclarle ed infine svilupparne un surrogato. L'"ultima risorsa" non è alcun particolare oggetto fisico, ma la capacità umana di adattamento e di invenzione.

### Scarsità
Il libro inizia con una spiegazione del termine scarsità, facendo rilevare la sua relazione con il prezzo: prezzi alti sono indice di relativa scarsità e prezzi bassi di abbondanza. Simon misura generalmente i prezzi in termine di salari aggiornati, poiché questa è una misura di quanto lavoro è necessario per acquistare una certa quantità di una determinate risorsa. Poiché i prezzi per gran parte delle materie prime (ad es. il rame) sono caduti tra il 1800 e il 1990 (operando i relativi adeguamenti all'ammontare dei salari e dell'inflazione), Simon sostiene che ciò indica che quei materiali sono divenuti meno scarsi.

### Previsioni
Simon fa distinzione fra "previsione ingegneristica" e "previsione economica". La "previsione ingegneristica" consiste nello stimare l'ammontare delle risorse fisiche conosciute, estrapolarne il tasso di utilizzo da quello attuale e sottrarre l'uno dall'altro. Simon sostiene che queste analisi sono spesso errate. Mentre il focalizzarsi solo sulle risorse accertate è utile in un contesto di affari, non è appropriato per previsioni economiche generali a lungo termine: vi sono risorse non ancora scoperte, risorse al momento non ancora economicamente estraibili e risorse al momento tecnologicamente non estraibili, risorse che possono essere utilmente sfruttate ma che al momento non val la pena di ricercare.
Per controbattere i problemi sollevati dalle  "previsioni ingegneristiche", Simon propone le "previsioni economiche", che procedono in tre passi per cogliere, almeno in parte, ciò che è sconosciuto e lasciato quindi da parte dai metodi di "previsione ingegneristica":
1. Ask whether there is any convincing reason to think that the period for which you are forecasting will be different from the past, going back as far as the data will allow;
2. If there is no good reason to reject the past trend as representative of the future as well, ask whether there is a reasonable explanation for the observed trend;
3. If there is no reason to believe that the future will be different from the past, and if you have solid explanation for the trend—or even if you lack a solid theory, but the data are overwhelming—project the trend into the future.»

1. Chiedersi se ci sono motivi convincenti per pensare che il periodo per il quale vengono fatte le previsioni sia diverso dal passato, risalendo all'indietro fin che ciò è possibile;
2. Se non ci sono buone ragioni per rigettare le tendenze del passato come rappresentative del futuro, chiedersi se ci sono ragionevoli spiegazioni per la tendenza osservata;
3. Se non ci sono buoni motivi per credere che il futuro sarà diverso dal passato e se vi sono solide spiegazioni per la tendenza – o anche se mancano solide teorie, ma i dati sono prevalenti – proiettare la tendenza nel futuro»

(Julian Lincoln Simon, The Ultimate Resource, p 27)

### Risorse infinite
Forse la questione più controversa nel libro è che le risorse naturali siano infinite. Simon sostiene che non si tratta di un ammontare "fisico" infinito di, supponiamo, rame, ma, ai fini che l'uomo si prefigge, questa quantità deve'essere considerata infinita poiché essa non è legata o limitata in senso economico: 
- l'ammontare delle riserve è incerto
- nuove riserve possono divenire disponibili, vuoi per effetto di nuove scoperte, vuoi con lo sviluppo di nuove tecniche di estrazione
- riciclo
- una miglior utilizzazione di quelle esistenti, ad esempio

(Julian Lincoln Simon,  The Ultimate Resource 2, 1996, nota a piè di pagina 62)
- sviluppo di materiali economici equivalent, ad esempio le fibre ottiche nelle telecomunicazioni

I sempre decrescenti prezzi (in termini monetari e salariali attualizzati), indicano una decrescente scarsità, in quanto ci vuole minor tempo per il lavoratore medio per guadagnare il denaro richiesto dall'acquisto di un determinato quantitativo di materie prime: ciò suggerisce, sostiene Simon, una durevole tendenza di aumento della disponibilità, che non cesserà in un futuro prevedibile, nonostante la continua crescita della popolazione.

## Evidenza
Una buona parte del testo consiste in capitoli che mostrano i dati economici di una risorsa o l'altra e prospettano quindi il perché, ai fini che l'uomo si propone, queste risorse possano essere considerate infinite.

### Precedenti storici
Simon sostiene che per migliaia di anni la gente si è sempre preoccupata della fine della civiltà provocata da una crisi delle risorse. Simon elenca numerosi timori ambientali infondati del passato, per sostenere la sua tesi, che le moderne paure non costituiscono nulla di nuovo e non sono neanche provate.
Qualcuna delle "crisi" che menziona è la carestia di stagno nel XIII secolo a.C., la deforestazione in Grecia nel 550 a.C. e in Inghilterra dal XVI al XVIII secolo; del cibo nel 1798; del carbone in Gran Bretagna nel XIX secolo; del petrolio dagli anni 1850 e di vari metalli fin dagli anni 1970.

## La scommessa fra Simon ed Ehrlich
Sulla base delle ricerche preliminari per la stesura del The Ultimate Resource, Julian L. Simon e Paul Ehrlich fecero una famosa scommessa nel 1980: essi concordarono un paniere di metalli scommettendo sull'incremento (Ehrlich) dei loro prezzi o sulla loro stabilità o addirittura decremento (Simon) per la fine del decennio.
Ehrlich era autore di un popolare libro, The Population Bomb, nel quale sosteneva che il genere umano si sarebbe trovato di fronte ad una catastrofe demografica poiché il tasso di incremento della popolazione superava di gran lunga quello della produzione di cibo e di altre risorse. Simon era fortemente scettico sulla bontà di tale teoria.
Fu scelto un paniere di cinque metalli: rame, tungsteno, cromo, nichel e stagno.
Il prezzo del paniere, che costava 1000 $ nel 1980, scese di oltre il 57% nel decennio presa in considerazione. Come risultato, nell'ottobre del 1990 Paul Ehrlich spedì a Simon un assegno di 576.07 $ per onorare il suo debito derivante dalla perdita della scommessa.

## Popolazione
Un'ampia sezione del libro è dedicata a mostrare come la crescita della popolazione provoca alla fine maggiori risorse. L'argomento di base riecheggia la tesi generale: appena le risorse cominciano a scarseggiare, i prezzi salgono, creando incentivi all'adattamento. Ciò suggerisce che, più una società deve inventare ed innovare, ceteris paribus, più facilmente questa società eleverà il suo standard di vita e ridurrà la scarsità di risorse.

## Fonte
- Julian Lincoln Simon, The Ultimate Resource 2. (1996).